# Serpula rugosa
Serpula rugosa är en ringmaskart som beskrevs av Chiplonkar och Tapaswi 1972. Serpula rugosa ingår i släktet Serpula och familjen Serpulidae. Inga underarter finns listade i Catalogue of Life.